# Геворкян, Эдуард Вачаганович
Эдуард Вачаганович Геворкян (арм. Էդուարդ Վաչագանի Գևորգյան; род. 16 ноября 1947, п. Харанор Борзенского района Читинской области, СССР) — писатель-фантаст, сценарист и драматург.
Выпускник Ереванского университета (факультет физики) и МГУ (филологический факультет). Работал в научно-исследовательских институтах, в МГУ, в журнале «Наука и религия», в издательстве «Начала-пресс», в издательстве «Локид», в журнале фантастики «Если», последние 10 лет до ухода на пенсию — в «Альфа-банке». Публикуется с 1973 года. Первая публикация в фантастике — рассказ «Разговор на берегу» (1973). Автор книг «Времена негодяев», «Тёмная гора», «Правила игры без правил» (1983), а также научно-популярной книги «Цезарь». Лауреат ряда литературных премий: «Великое Кольцо», «Бронзовая улитка», «Странник», «Роскон», «Филигрань» и др. Награждён медалью им. Ф. М. Достоевского, медалью им. Н. В. Гоголя и орденом им. Г. Р. Державина. Живёт в Москве. Является одним из руководителей литературно-философской группы «Бастион». Павел Виноградов в газете «Невское время» назвал Геворкяна «живым классиком» российской фантастики.

### Книги
- Времена негодяев. М.: Локид, 1995. 507 с. 26 тыс. экз. ISBN 5-320-00001-4 (Современная российская фантастика)
- Времена негодяев. М.: ООО "Фирма "Издательство АСТ", 1999. 477 с. 9 тыс. экз. ISBN 5-237-01597-2 (Звездный лабиринт)
- Правила игры без правил. М.: ООО "Фирма "Издательство АСТ", 2001. 381 с. 13 тыс. экз. ISBN 5-17-004951-X (Звездный лабиринт) [Худ. А. Е. Дубовик]
- [Правила игры без правил; Черный стерх; До зимы еще полгода; Чем вымощена дорога в рай?; Прощай, сентябрь!; Книги мертвых; Бойцы терракотовой гвардии, или Роковое десятилетие отечественной фантастики]
- Темная гора: Роман. М.: ООО "Фирма "Издательство АСТ", 1999. 448 с. 13 тыс. экз. ISBN 5-237-03558-2 (Звездный лабиринт) [март 1998 - март 1999] [Худ ред . О.Н. Адаскина]

### Публикации
- Аргус //5-я стена: 29 Ф рассказов о жилище будущего. М.: ООО "ИнтелБилд", 2002. С. 280-292. [Илл. Б. Кравченко]
- Вежливый отказ, или Как и почему я не написал "Страну багровых туч 2" /Худ. К. Гарин //Время учеников 2. М.: ООО "Издательство АСТ-ЛТД" ; СПб.: Terra Fantastica , 1998. С. 519-554. [Миры братьев Стругацких]
- До зимы еще полгода // Сборник научной фантастики. В. 35. М.: Знание, 1991. С. 148-165. [Памяти Л. Курантиляна]
- До зимы еще полгода // Геворкян Э. Правила игры без правил. М.: ООО "Фирма "Издательство АСТ", 2001. С. 207-234.
- Правила игры без правил: Повесть // Современная фантастика: Повести и рассказы советских и зарубежных писателей. - М.: Книжная палата, 1988. С. 193-261.
- Правила игры без правил // Темная охота. М., 1990. С. 60-136.
- Правила игры без правил // Геворкян Э. Правила игры без правил. М.: ООО "Фирма "Издательство АСТ", 2001. С. 5-108.
- Прагматическая санкция // Аманжол 1990: Сб. Ф. СПб.: Terra Fantastica, 1992. С. 413-470. [Илл. Т. Кейн]
- Прощай, сентябрь! // Проба личности. М.: Известия, 1991. С. 205-223. [1985]
- Прощай, сентябрь! (Высшая мера): Рассказ // Советская фантастика 80-х годов. Кн. 2. - М.: Дружба народов, 1994. С. 520-540. [Илл. В. Коваля; © 1992]
- Прощай, сентябрь!.. (Высшая мера) // Фантастика века /Сост. Вл. Гаков. Минск-Москва: Полифакт, 1995. С. 499-506. [1979 г.]
- Прощай, сентябрь! //Геворкян Э. Правила игры без правил. М.: ООО "Фирма "Издательство АСТ", 2001. С. 287-312.
- Путешествие к Северному пределу // Антология мировой фантастики: Т. 1. Конец света. М.: Аванта+, 2003. С. 451-517.
- Путешествие к Северному пределу. 2032 год // Фантастика 2000. М.: ООО "Фирма "Издательство АСТ", 2000. С. 257-326.
- Чем вымощена дорога в рай? // Сборник научной фантастики. В. 33. М.: Знание, 1990. С. 125-154.
- Чем вымощена дорога в рай? // Геворкян Э. Правила игры без правил. М.: ООО "Фирма "Издательство АСТ", 2001. С. 235-285.
- Черный стерх // Цех фантастов. 1990. М.: Московский рабочий, 1990. С. 297-357. [1987]
- Черный стерх // Геворкян Э. Правила игры без правил. М.: ООО "Фирма "Издательство АСТ", 2001. С. 109-206.

## Киносценарии
- Остров на тонкой ножке (совместно с В. Бабенко и В. Покровским, под общим псевдонимом П. Багров) (1986)

## Пьесы
- «Прагматическая санкция» (в сборнике «Аманжол» (1992)
- «Карусель» (в сборнике «Секунда после полуночи» (2002)

## Иски против «Библиотеки Мошкова»
1 апреля 2004 года компания «КМ Онлайн» подала серию судебных исков от имени Эдуарда Геворкяна, Александры Марининой, Василия Головачёва и Елены Катасоновой против Максима Мошкова. Из-за давления интернет-общественности Головачёв, Маринина и Катасонова от иска отказались, поэтому Эдуард Геворкян стал первым, кто выступил против сетевого пиратства.
Дело стало прецедентом давления на электронную библиотеку на основании нарушения авторских прав. В период рассмотрения иска из библиотеки были удалены книги многих авторов.
30 марта 2005 года Останкинский суд Москвы принял решение взыскать с Мошкова в пользу Геворкяна 3 000 рублей.